# El Cercle de Bletchley
 El Cercle de Bletchley, o en la versió doblada al valencià Les dones de Bletchley (en l'original anglès, The Bletchley Circle), és una minisèrie britànica de misteri emesa per televisió, ambientada a l'Anglaterra dels anys cinquanta del segle XX (1952–53). Explica la història de quatre dones que van treballar a Bletchley Park, el centre de desencriptació de codis de l'exèrcit britànic, durant la Segona Guerra Mundial. Descontentes amb el fracàs dels funcionaris encarregats de la investigació d'una sèrie de crims complicats, aquestes dones es tornen a reunir deu anys més tard per investigar-los pel seu compte.
El primer episodi de la minisèrie (dividit en tres parts), produït per ITV, es va emetre originalment al Regne Unit el 2012 i es va estrenar als Estats Units l'abril del 2013 a Public Broadcasting Service.
El segon lliurement de la minisèrie (composta per dos episodis, tots dos dividits en dues parts) va sortir a la ITV el gener del 2014, i a la PBS l'abril del mateix any. Tots dos lliuraments es van transmetre posteriorment per la televisió  ABC TV d'Austràlia.
A Catalunya, s'ha estrenat a TV3 el 27 de desembre del 2016. El 30 de desembre del mateix any se n'ha emès el darrer episodi.
| «                | Parlar de les ficcions d'època britàniques sempre és una garantia de qualitat. Aquesta sèrie dramàtica d'intriga escrita per Guy Burt (The Borgias) vol retre homenatge, com altres produccions britàniques, com "Call the midwife", a les moltes dones subestimades i ignorades en el seu temps. Una mescla perfecta de ficció d'època amb thriller i gènere d'investigació amb bones trames, interpretacions de pes i un toc de cinema negre dels 50. | » |
| — TV3 a la carta | |   |

El programa no es va continuar en una tercera producció.

## Argument
La Susan, la Millie, la Lucy i la Jean van treballar juntes en una instal·lació secreta de Bletchley desxifrant codis militars alemanys per a l'exèrcit britànic, durant la Segona Guerra Mundial. Després d'una breu introducció que mostra a l'espectador la feina fonamental que feien les quatre dones a Bletchley durant la guerra, la sèrie comença l'any 1952, set anys després que acabés la guerra, quan la Susan, la Millie, la Lucy, i la Jean han tornat a les seves vides corrents. A mesura que la història arrenca, la Susan s'assabenta d'una sèrie d'assassinats que han tingut lloc a Londres, i comença a reconèixer patrons que connecten els homicidis. Això la inspira a tornar al seu passat de desxifradora de codis. La seva recerca es complica i intenta convèncer la policia per tal que tingui en compte la seva teoria sobre els crims, però sense èxit. Aleshores decideix posar-se amb contacte amb la Millie, i més tard també amb la Lucy i amb la Jean.
Com que totes van signar ordres de secret amb relació a la seva tasca durant la guerra, les dues dones casades (la Susan i la Lucy) disfressen les seves activitats d'investigació sota l'aparença d'un club de lectura a ulls dels seus marits. No aconsegueixen la participació de la policia, i decideixen tractar la investigació com un codi, que és la seva especialitat, i comencen a fer treball de camp pel seu compte, amb conseqüències perilloses en diverses ocasions. Escenes de tranquil·litat domèstica es contrasten amb escenes de l'assassí amb les seves víctimes. Si bé d'entrada no semblen disposades a participar en la investigació, la Millie, la Jean, i la Lucy es convencen d'ajudar la Susan un cop s'adonen del perill que corren les vides de moltes dones.
La sèrie contrasta les vides convencionals però molt diferents de les quatre dones i el sentit d'utilitat que sentien mentre desxifraven codis durant la guerra. Al final de la sèrie 1, les dones es veuen obligades a enfrontar-se cara a cara amb l'home que sospiten que és l'assassí…

## Personatges i repartiment
- Susan (Havers) Gray (Anna Maxwell Martin)
Nou anys després del seu servei durant la guerra, la Susan comença la seva vida com a mestressa de casa i esposa d'en Timothy Gray, pares de dos nens petits (la Claire i en Sam). Quan es produeixen una sèrie de brutals assassinats a Londres, de seguida hi detecta un patró. Però no pot convèncer la policia per tal que investigui els patrons que evidencien un encadenament d'assassinats en sèrie. S'adona que, si vol desxifrar el codi de l'assassí, haurà de demanar ajuda a tres excol·legues de Bletchley.
El personatge de la Susan Gray conserva l'afició pels problemes de lògica i pels enigmes, però porta una vida grisa. Està preocupat per la mundanitat de la seva vida actual, especialment quan recorda la satisfacció que sentia quan desxifrava codis durant la guerra i la seva intenció de viatjar pel món.

Anna Maxwell Martin (South Riding, "Bleak House) ha guanyat dos premis BAFTA.
| «       | No està malament per unes noies corrents en un barracó. | » |
| — Susan |                                                         |   |

- Millie (Rachael Stirling)
Millie és una dona independent, forta i de mentalitat oberta i lliure. Coneixem el seu desig de no ser mai ordinària, i transmet aquest sentiment a la seva amiga Susan en les seves fotografies i postals. Ella i la Susan perden el contacte després de la guerra. Mentre que la Susan decideix seguir endavant amb un estil de vida més convencional, la Millie viatja pel món i busca l'aventura després de la guerra, però finalment torna a Londres quan es queda sense diners.
La Millie pren la decisió de demanar a la Lucy i a la Jean que també s'afegeixin a la investigació, atès que cada una domina una especialitat concreta. Mentre que la Susan sap trobar patrons amagats, la Millie és bona amb els mapes i amb les llengües; el fort de la Lucy és la memorització de dades i la Jean pot accedir a dades (informes, documents, expedients…) d'accés restringit. Deixa la seva feina de cambrera en un restaurant en rebre una proposta inapropiada (assetjament sexual) per part del seu cap. Més tard, treballa de traductora (parla idiomes, d'entre els quals l'alemany i el rus) i té estalvis que surten de transaccions de contraban, on està ficada.

Rachael Stirling (Women In Love, Boy Meets Girl, Tipping the Velvet)
| «                                | Never be ordinary! | » |
| — Millie, (No ser mai corrents!) |                    |   |

- Lucy (Sophie Rundle)
La Lucy és el personatge més jove del cercle i el més preocupat pels esdeveniments que envolten la investigació. És el personatge més emocional i innocent, però alhora és una noia intel·ligent, valenta i compromesa. El seu cosí serveix al nord de l'Àfrica durant la guerra, i ella està casada amb un home violent i indolent, en Harry, que la pega. La Lucy té una memòria fotogràfica extraordinària i s'especialitza en la retenció i el processament de dades. El seu talent especial és immensament útil en les seves investigacions. Aconsegueix una feina d'auxiliar administrativa a Scotland Yard.

Sophie Rundle (Episodes, Peaky Blinders)
- Jean McBrian (Julie Graham)
La Jean, el personatge més gran del cercle, va treballar com a supervisora de les noies a Bletchley, en el barracó 4. Després de la guerra, la Jean treballa de bibliotecària, i la Susan i la Millie la cerquen amb l'objectiu de demanar-li que s'uneixi a l'equip per poder aconseguir informació secreta gràcies a les seves moltes connexions i contactes, i el seu coneixement sobre com obtenir la informació correcta. La Jean és una dona responsable, disciplinada, amb un gran sentit de la justícia i de la protecció de, com ella les anomena, «les seves noies» (les que tenia al seu càrrec).

Julie Graham (Lapland, Doc Martin)
| « | Perdoni, però ha agafat quatre exemplars del mateix llibre. Amb això no serà quatre vegades millor... | » |
| — Jean McBrian, referint-se als exemplars de Grans Esperances que la Susan agafa per cridar la seva atenció | |   |

| «                                              | Aquesta noia té El Paradís perdut de Milton a mig llegir. Segur que no és gens curta. | » |
| — Jean McBrian, parlant de la Lizzie Lancaster |                                                                                       |   |

- Timothy Gray (Mark Dexter)
En Timothy Gray és un veterà de la guerra i el marit de la Susan Gray, que ara treballa al Ministeri de Transports. No en sap res, del servei que la Susan va fer durant la guerra com a descodificadora. A més, el personatge de la Susan li amaga les activitats de recerca del Cercle, i això causa una certa tensió en la relació. Ell creu que el talent de la seva esposa és simplement de ser "molt bona per als mots encreuats" i està convençut que el que feia durant la guerra eren «feines d'oficina» en el Ministeri d'Afers Exteriors. En Timothy cultiva l'ambició d'aconseguir un ascens a un alt càrrec del Ministeri de l'Interior o al Forein Office, i tem que les teories que la Susan explica al comissari adjunt posin en perill la seva oportunitat d'avançar en la seva carrera professional. Tot i així, finalment l'ascendeixen a supervisor de llicències de vehicles.

| «              | M'agrada veure't somriure. Ho hauries d'haver fet abans, això. | » |
| — Timothy Gray |                                                                |   |

- Harry (Ed Birch)
En Harry és el marit controlador de Lucy, que la pega amb duresa en diverses ocasions i fa un seguiment constant del seu parador. En Harry colpeja greument la Lucy quan sospita erròniament que li ha estat infidel, a partir d'uns blaus que té després de ser atacada per un vulgar violador en el vagó de càrrega d'un tren. El personatge d'en Harry és desconfiat i propens a la violència.

| «       | Unes dones pregunten per tu. Si són de la Lliga Femenina, ja les pots enviar a pastar fang i que vagin a marejar altra gent. | » |
| — Harry | |   |

- Subcap Wainwright (Michael Gould)
També veterà de guerra, el subcap Wainwright de la policia va servir juntament amb en Timothy Gray durant la guerra i ara dirigeix la divisió de la Policia Metropolitana local. El subcap Wainwright dedueix la tasca secreta de la Susan durant la guerra i investiga algunes de les seves primeres teories, però ell comença a rebutjar amb cortesia les intervencions de la Susan quan nota que les seves teories l'estan portant per una direcció equivocada. Finalment, s'adona de la utilitat de tot el que diu la Susan i es disculpa amb ella.

| «                                    | Crec que no s'adona de com es veuen les coses des del meu costat de la taula. […] Vostè no en té cap prova, d'això; ho basa tot en especulacions, en imaginacions, en teories. Teories que entorpeixen la feina de la policia. […] Tinc les meves responsabilitats, senyora Gray: la de trobar l'autor dels crims, però també en tinc amb vostè i amb en Timothy, amb tots dos. I estic convençut que ell no té ni idea del que fa vostè. Com tampoc no sap el que feia durant la guerra. Però, si pensa continuar endavant amb aquest... disbarat, l'aviso que tot plegat tindrà conseqüències. | » |
| — subcap Wainwright, a la Susan Gray | |   |

- Compton DCI (Simon Sherlock)
L'inspector de Compton és un oficial de policia incompetent que no entén el significat dels patrons en els delictes complexos que la Susan li presenta. Quan el Comissionat Adjunt de Wainwright es mostra escèptic accepta de parlar amb ella, però menysprea totes les seves teories i la tracta amb condescendència.

- Cavendish (Simon Williams)
Cavendish és un agent d'alt rang que ajuda la Susan amb el subministrament d'informació de l'arxiu de personal de Malcolm Crowley, del qual sospiten un cop la Susan li explica el que saben de l'assassí en sèrie en qüestió. Quan es convenç que la seva teoria pot ser correcta (i molt sorprès de saber que, en lloc de cinc, hi ha hagut dotze assassinats), i que hi podria haver vides en joc, en Cavendish està disposat a trencar les regles per la Susan, malgrat les seves reserves i el jurament de secret oficial.

| «           | Cap dels meus homes no faria el que vostè insinua: matar cinc noies! | » |
| — Cavendish |                                                                      |   |

| «                                 | Han d'entendre la psicologia del seu objectiu. Què l'impulsa, què el motiva. Han d'intentar ficar-se dins el seu cap. [...] Hi ha molta gent que mata. Quines coses fa ell concretament? | » |
| — Cavendish, parlant de l'assassí | |   |

- Malcolm Crowley (Steven Robertson)
Malcolm Crowley és un veterà pertorbat que va treballar amb en Cavendish en tècniques de guerra psicològica durant la guerra. Canvia i es torna molt estrany després d'un terrible incident amb un bombardeig i porta una profunda obsessió per una antiga companya seva amb qui va quedar atrapat, enterrat a la runa sota una escala durant tres dies, i va sobreviure. Es pensaven que havia mort en un incendi, però el cert és que va fingir la seva mort i encara és viu…

| «                                                      | Ahir vaig conèixer el seu amic mort | » |
| — Susan Gray a Cavendish, referint-se a Malcom Crowley |                                     |   |

| «                                                                                                 | Umbras erat illa recentes inter et incessit passu te vulnere aeterno | » |
| — Malcom Crowley (D'entre les ombres (dels morts) recents, ella va venir per ferir-te eternament) |                                                                      |   |

- Alice Merren (Hattie Morahan)
L'Alice una antiga companya de Bletchley Park que treballava amb les màquines codificadores (la seva especialitat), està pendent de judici per l'assassinat de John Richards, el seu antic amor i científic de Bletchley. La Jean creu que l'Alice està encobrint algú, comencen a reunir les noies del cercle per ajudar a establir la seva innocència.

- Lizzie Lancaster (Faye Marsay)
Filla biològica de l'Alice Merren i d'en John Richards, que va ser donada en adopció només amb el nom d'Elizabeth. Té disset anys i va venir de York Shire ara fa un any, que és quan va llogar el pis on viu. Treballa a J.Moran&Companyia. Quan es retroba amb l'Alice comença a estudiar magisteri.

## Llista d'episodis

### Sèrie 1
| # | Títol                                                                        | Director       | Escriptor i guionista | Data d'emissió al Regne Unit | Data d'emissió a Catalunya |
| --- | ---------------------------------------------------------------------------- | -------------- | --------------------- | ---------------------------- | -------------------------- |
| 1 | «Desxifrant el codi d'un assassí, Part 1 (Cracking a Killer's Code, Part 1)» | Andy De Emmony | Guy Burt              | 6 de setembre de 2012        |                            |
| Durant la Segona Guerra Mundial, la Susan Grey havia treballat a Bletchley Park, el centre de descodificació britànic dels codis secrets alemanys. Han passat deu anys i la Susan és una mestressa de casa amb dos fills que porta una vida més aviat grisa, però la comencen a intrigar una sèrie d'assassinats relacionats entre si que hi ha hagut a Londres. Ella creu veure un patró en els moviments de l'assassí, i contacta amb tres companyes seves dels temps de Bletchley Park perquè l'ajudin a resoldre el cas. |                                                                              |                |                       |                              |                            |
| 2 | «Desxifrant el codi d'un assassí, Part 2 (Cracking a Killer's Code, Part 2)» | Andy De Emmony | Guy Burt              | 13 de setembre de 2012       |                            |
| La Susan i les seves antigues companyes fan servir els mètodes amb els quals desxifraven codis secrets durant la guerra per deduir que l'assassí en sèrie és un empleat del ferrocarril, i acaben amb una llista de només tres noms. Però quan exposen la seva teoria a la policia, no els fan cas. Després d'un intent fallit d'atrapar l'assassí, les quatre dones s'adonen que la seva teoria és incorrecta. La Susan sospita que l'autèntic assassí és més a prop del que es pensaven.                                   |                                                                              |                |                       |                              |                            |
| 3 | «Desxifrant el codi d'un assassí, Part 3 (Cracking a Killer's Code, Part 3)» | Andy De Emmony | Guy Burt              | 20 de setembre de 2012       |                            |
| La Susan parla amb un antic cap de l'assassí, que li ensenya les postals que aquest havia dibuixat, destinades a la guerra psicològica. Aquestes imatges pertorbadores ofereixen noves pistes a les antigues companyes de Bletchley. La Susan s'adona que han de descartar les dades corruptes que els ofereix l'assassí i retrocedir fins a trobar un patró net, fins abans que aquell home comencés a matar. Però, com més s'hi acosten, més a prop les té ell també i més perill corren.                                  |                                                                              |                |                       |                              |                            |

### Sèrie 2
This series is made up of two 2-part stories totalling four episodes.
| # | Títol                                                         | Director      | Escriptor i guionista | Data d'emissió al Regne Unit | Data d'emissió a Catalunya |
| --- | ------------------------------------------------------------- | ------------- | --------------------- | ---------------------------- | -------------------------- |
| 1 | «Mans tacades de sang, Part 1 (Blood on Their Hands, Part 1)» | Jamie Payne   | Guy Burt              | 6 de gener de 2014           |                            |
| Alice Merren (Hattie Morahan), ex treballadora de Bletchley Park, és a la presó a l'espera de judici per l'assassinat d'un científic, John Richarts (Paul McGann). Tot i l'aclaparadora evidència de la culpabilitat de l'Alice, la Jean està decidida a demostrar que l'Alice és innocent i per aconseguir-ho torna a reunir les dones del Cercle. La seva investigació revela la raó equivocada de l'Alice per la qual està disposada a deixar que la pengin per un crim que no ha comès. |                                                               |               |                       |                              |                            |
| 2 | «Mans tacades de sang, Part 2 (Blood on Their Hands, Part 2)» | Jamie Payne   | Guy Burt              | 13 de gener de 2014          |                            |
| La Jean, la Millie, la Lucy i la Susan arriben a la conclusió que la mort de John Richards està relacionada amb uns retalls de diaris que ell va donar a la seva filla. Els retalls parlen d'un accident en què uns soldats van quedar afectats per productes químicsen un accident de camió a la plana de Salisbury, prop de l'establiment d'armes químiques situat a Porton Down. L'Alice ha estat condemnada a mort, però ajuda les quatre amigues a descobrir què s'amaga al darrere d'un cas en què tots els indicis apunten molt amunt. Sospiten que un alt càrrec de l'exèrcit militar encobreix una sèrie de crims comesos durant la guerra, i que és el responsable de la mort del científic, amb la qual cosa elles mateixes estan sota vigilància. |                                                               |               |                       |                              |                            |
| 3 | «Contraban, Part 1 (Uncustomed Goods, Part 1)»                | Sarah Harding | Guy Burt              | 20 de gener de 2014          |                            |
| La mala fama de l'Alice, causada per les seves aparicions a la premsa com a presumpte responsable de l'assassinat de John Richarts, no li permet d'aconseguir una feina, així que Millie s'ofereix per donar-li un cop de mà. Com que té problemes econòmics, la Millie es dedica a vendre al mercat negre de la postguerra, però el seu soci, en Jasper (Rob Jarvis), enganya uns proveïdors, una banda perillosa que, a més de fer contraban, es dedica al tràfic de dones. Quan veuen que la Millie ha desaparegut, la Jean, la Lucy i l'Alice es disposen a buscar-la, però, per protegir la seva amiga, prefereixen no avisar la policia i resoldre la desaparició pel seu compte. Millie està sent ostatge de gàngsters de Malta Soho fins que el seu soci de negocis a l'ombra paga els diners que els deu. Mentre està captiva i retinguda, la Millie descobreix que els gàngsters estan important noies de l'Europa de l'Est per vendre-les a la prostitució. |                                                               |               |                       |                              |                            |
| 4 | «Contraban, Part 2 (Uncustomed Goods, Part 2)»                | Sarah Harding | Guy Burt              | 27 de gener de 2014          |                            |
| La Millie està indignada perquè sap que la banda dels maltesos es dedica a traficar amb noies i que la corrupció a la brigada antivici porta a la no acció de la policia. Però quan descobreix que, a més, han assassinat el seu soci, insisteix a les seves amigues que han de fer tot el que puguin perquè la policia detingui la banda. Elles no ho dubten i hi posen tot el seu enginy i el seu valor. Les dones del cercle conspiren per atrapar la banda in fraganti per la compra de productes de contraban, un truc que permet la Lucy memoritzar el llibre de comandes xifrat de la banda. Les dones tornen a Bletchley Park, ara un col·legi on estudia la filla de l'Alice, per prendre una màquina Typex de les barraques abandonades, però en lloc d'això troben una antiga màquina Enigma. Tanmateix, encara han de trobar una manera d'informar Duanes i Impostos Especials sobre el contraban de productes de la gran xarxa de mercat negre i la venda de noies. Però no els resultarà gens fàcil, perquè la banda té comprats alts càrrecs de la policia. |                                                               |               |                       |                              |                            |

## Al·lusions a fets reals
La premissa de la minisèrie es basa en unes dones que van treballar a Bletchley Park durant la Segona Guerra Mundial, la majoria de les quals no va continuar al servei d'intel·ligència sota les normes de la Llei de secrets oficials 1939 al Regne Unit no va compartir mai la naturalesa de les seves contribucions als aspectes crucials de la victòria dels Aliats.
A la segona sèrie, hi ha un personatge que es refereix al gas sarín, i diu que el van desenvolupar els alemanys durant la Segona Guerra Mundial, juntament amb altres armes químiques, aleshores emprades pels antics aliats. Al Regne Unit, va tenir lloc l'incident d'un jove mort a causa d'experiments amb el gas el 1953. a seva investigació va ser reoberta l'any 2004, i la causa de la mort va ser alterada per mort accidental per "aplicació d'un agent nerviós en un experiment no terapèutic"

## Rebuda
Després de la seva estrena als Estats Units —que s'emetia després dels episodis de Call the Midwife and Mr Selfridge— Variety descrivia El Cercle Bletchley com a «intel·ligent, addictiva i situada en un fascinant moment històric». En una revisió de la primera sèrie, The New York Times va dir que la sèrie havia trobat «una manera intel·ligent i entretinguda de retre homenatge a les dones que en el seu temps sovint van ser passades per alt i subestimades, i malgrat tot van trobar maneres de no ser mai corrents».